# Antago
Antago est un jeu vidéo de puzzle développé par Ludovic Condette et édité par Art of Dreams, sorti en 1990 sur Amiga et Atari ST.

## Accueil
- Amiga Joker : 39 % (Amiga)[1]
- The Games Machine : 42 % (Amiga)[2] - 40 % (Atari ST)[3]